# Klebolin klebt alles
Klebolin klebt alles (Alternativtitel Willys Streiche: Klebolin klebt alles) ist eine deutsche Kinderkomödie von Heinrich Bolten-Baeckers aus dem Jahr 1909.

## Handlung
Der Lausejunge Willy spielt Personen Streiche, indem er den Klebstoff Klebolin auf dem Hosenboden seiner Schulkameraden, einer Parkbank oder einem Bretterzaun verstreicht.

## Hintergrund
Der schwarzweiße, viragierte Stummfilm hatte eine Zensurlänge von 170 bzw. 185 Metern, das entspricht bei einem 35-mm-Film und den damals üblichen 16 2/3 Bildern pro Sekunde etwa 9 bis 10 Minuten. Die Kosten für das Viragieren betrugen damals 10,00 Mark. Produziert wurde er von der Duskes Kinematographen- und Film-Fabriken GmbH. Die Zensurprüfung der Polizei Berlin gab den Film für die Jugend am 13. April 1909 frei (Nr. 2951).

## DVD-Veröffentlichung
Der Film ist am 20. Juli 2012 von absolut MEDIEN/arte auf der DVD Der komische Kintopp, auf der mehrere frühe Stummfilmkomödien vereint sind, mit einer Spieldauer von drei Minuten veröffentlicht worden.